# Agestrata boudanti
Agestrata boudanti är en skalbaggsart som beskrevs av Alexis och Delpont 2000. Agestrata boudanti ingår i släktet Agestrata och familjen Cetoniidae. Inga underarter finns listade i Catalogue of Life.